# 20352 Pinakibose
20352 Pinakibose (1998 HC129) là một tiểu hành tinh vành đai chính được phát hiện ngày 19 tháng 4 năm 1998, bởi Nhóm nghiên cứu tiểu hành tinh gần Trái Đất phòng thí nghiệm Lincoln ở Socorro.